# 前川尭
前川 尭（まえかわ たかし、1932年〈昭和7年〉5月13日 - 1993年〈平成5年〉12月10日）は、日本の政治家。元奈良県天理市長（1期）。

## 経歴
奈良県出身。奈良県立桜井高等学校卒。奈良県議会議員（自由民主党）を5期務め、1988年〈昭和63年〉の天理市長選挙に立候補し、初当選する。1992年〈平成4年〉に市有地の転売疑惑が発覚、その責任を取り、市長を辞職した。翌1993年〈平成5年〉死去。